# Lijst van Nederlandse Europarlementariërs 1952-1958
De lijst van Nederlandse Europarlementariërs 1952-1958 bevat een lijst van de Nederlandse leden van de Gemeenschappelijke Vergadering van de Europese Gemeenschap voor Kolen en Staal van 10 september 1952 tot 1 januari 1958.
Op 1 januari 1958 werd bij de inwerkingtreding van het Verdrag van Rome de Gemeenschappelijke Vergadering van de Europese Gemeenschap voor Kolen en Staal opgeheven en de Europese Parlementaire Vergadering ingesteld. Dit instituut werd in 1962 hernoemd als Europees Parlement. De leden werden gekozen door en uit de leden van de nationale parlementen.
| Naam                            | Partij | Begindatum        | Einddatum        |
| ------------------------------- | ------ | ----------------- | ---------------- |
| Pieter Blaisse                  | KVP    | 10 september 1952 | 1 januari 1958   |
| Marinus van der Goes van Naters | PvdA   | 10 september 1952 | 1 januari 1958   |
| Cees Hazenbosch                 | ARP    | 6 mei 1955        | 1 januari 1958   |
| Martinus Janssen                | KVP    | 27 november 1956  | 1 januari 1958   |
| Paul Kapteyn                    | PvdA   | 10 september 1952 | 10 oktober 1956  |
| Marga Klompé                    | KVP    | 10 september 1952 | 17 oktober 1956  |
| Henk Korthals                   | VVD    | 10 september 1952 | 1 januari 1958   |
| Franz Lichtenauer               | CHU    | 5 november 1957   | 1 januari 1958   |
| Gerard Nederhorst               | PvdA   | 10 september 1952 | 1 januari 1958   |
| Willem Rip                      | ARP    | 10 september 1952 | 1 januari 1958   |
| Maan Sassen                     | KVP    | 10 september 1952 | 1 januari 1958   |
| Sieuwert Bruins Slot            | ARP    | 10 september 1952 | 22 februari 1955 |
| Gerrit Vixseboxse               | CHU    | 10 september 1952 | 10 oktober 1957  |

1952-1958 (EGKS) · 
1958-1979 · 
1979-1984 · 
1984-1989 · 
1989-1994 · 
1994-1999 · 
1999-2004 · 
2004-2009 · 
2009-2014 · 
2014-2019 · 
2019-2024 · 
2024-2029